# 松浦誠信
松浦 誠信（まつら さねのぶ）は、江戸時代中期の大名。肥前国平戸藩の第8代藩主。官位は従五位下・肥前守。

## 略歴
第6代藩主・松浦篤信の次男として誕生。幼名は吉松、数馬。
享保13年（1728年）11月7日、第7代藩主で兄の有信の死去に伴い、末期養子として家督を相続した。同年11月15日、第8代将軍・徳川吉宗に謁見する。同年12月21日、従五位下・肥前守に叙任する。享保14年（1729年）2月28日、初めてお国入りする許可を得る。
長男の邦の死後、後継者は三男の政信と定めていたが、その政信は明和8年（1771年）に自身に先立って死去する。このため、政信の子の清を後継者として定めた。安永4年（1775年）2月16日、隠居し、嫡孫の清が継いだ。その後、安永8年（1779年）に68歳で病死した。
明治天皇は誠信の来孫に当たる。

## 系譜
- 父：松浦篤信（1684年 - 1757年）
- 母：池内氏
- 養父：松浦有信（1710年 - 1728年） - 松浦篤信の長男
- 正室：宮川氏
  - 三男：松浦政信（1735年 - 1771年）
- 生母不明の子女
  - 長男：松浦邦（1732年 - 1757年）
  - 五男：松浦保
  - 女子：稲垣昭央正室
  - 女子：永井尚俶正室
  - 女子：木下利忠正室
  - 女子：本多忠籌正室
  - 女子：相良頼峯婚約者後に市橋長璉正室
  - 女子：松浦信安室